# Phillipps Peak
Phillipps Peak är en bergstopp i Kanada.   Den ligger på gränsen mellan British Columbia och Alberta, i den västra delen av landet, 2 900 km väster om huvudstaden Ottawa. Toppen på Phillipps Peak är 2 521 meter över havet, eller 882 meter över den omgivande terrängen. Bredden vid basen är 8,1 km.
Terrängen runt Phillipps Peak är kuperad österut, men västerut är den bergig.Runt Phillipps Peak är det glesbefolkat, med 19 invånare per kvadratkilometer.. Närmaste större samhälle är Sparwood, 18,8 km väster om Phillipps Peak.
I omgivningarna runt Phillipps Peak växer i huvudsak barrskog.